# Tivoli-Park (Ljubljana)
Der Tivoli-Park (slowenisch Mestni park Tivoli - Stadtpark Tivoli) ist mit etwa fünf km² die größte Parkanlage in Ljubljana, der Hauptstadt Sloweniens. Er befindet sich am westlichen Rand des Stadtbezirks Zentrum und erstreckt sich bis in die Bezirke Šiška im Norden, Vič im Süden und Rožnik im Westen.

## Überblick
Der Eingang des Tivoli-Parks ist von der Altstadt zu Fuß in etwa 15 Minuten zu erreichen. Im Eingangsbereich werden auf der Jakopič-Promenade (der Hauptallee des Parks) ganzjährige Großformat-Fotoausstellungen im Freien präsentiert. Die Parkanlage mit Blumenfeldern und altem Baumbestand wird durch zahlreiche Statuen und mehrere Fontänen ergänzt. Das Parkgelände geht mit Spazierwegen und Trimmpfaden, an denen sich Turngeräte befinden, zum bewaldeten Aussichtsberg Rožnik über.
Das zentrale Gebäude des Parks, Schloss Tivoli, beherbergt das Internationale Kunstgrafikzentrum MGLC. Im Schloss Cekin befindet sich das Museum für neuere Geschichte Sloweniens.

## Geschichte
Der Tivoli-Park wurde 1813 nach den Plänen des Ingenieurs Jean Blanchard angelegt, als Ljubljana die Hauptstadt der französischen Illyrischen Provinzen war. Er verband zwei bestehende Parks rund um das Schloss Tivoli (damals Schloss Unterthurn) und um das Schloss Cekin und verband sie mit der Innenstadt von Ljubljana. Der Park wurde in der zweiten Hälfte des 19. Jahrhunderts nach einer gleichnamigen Gastwirtschaft neben dem Schloss Unterthurn benannt.
Seit 1951 ist der Zoo von Ljubljana Teil der Anlage. Seit 1984 steht der Park unter Naturschutz.

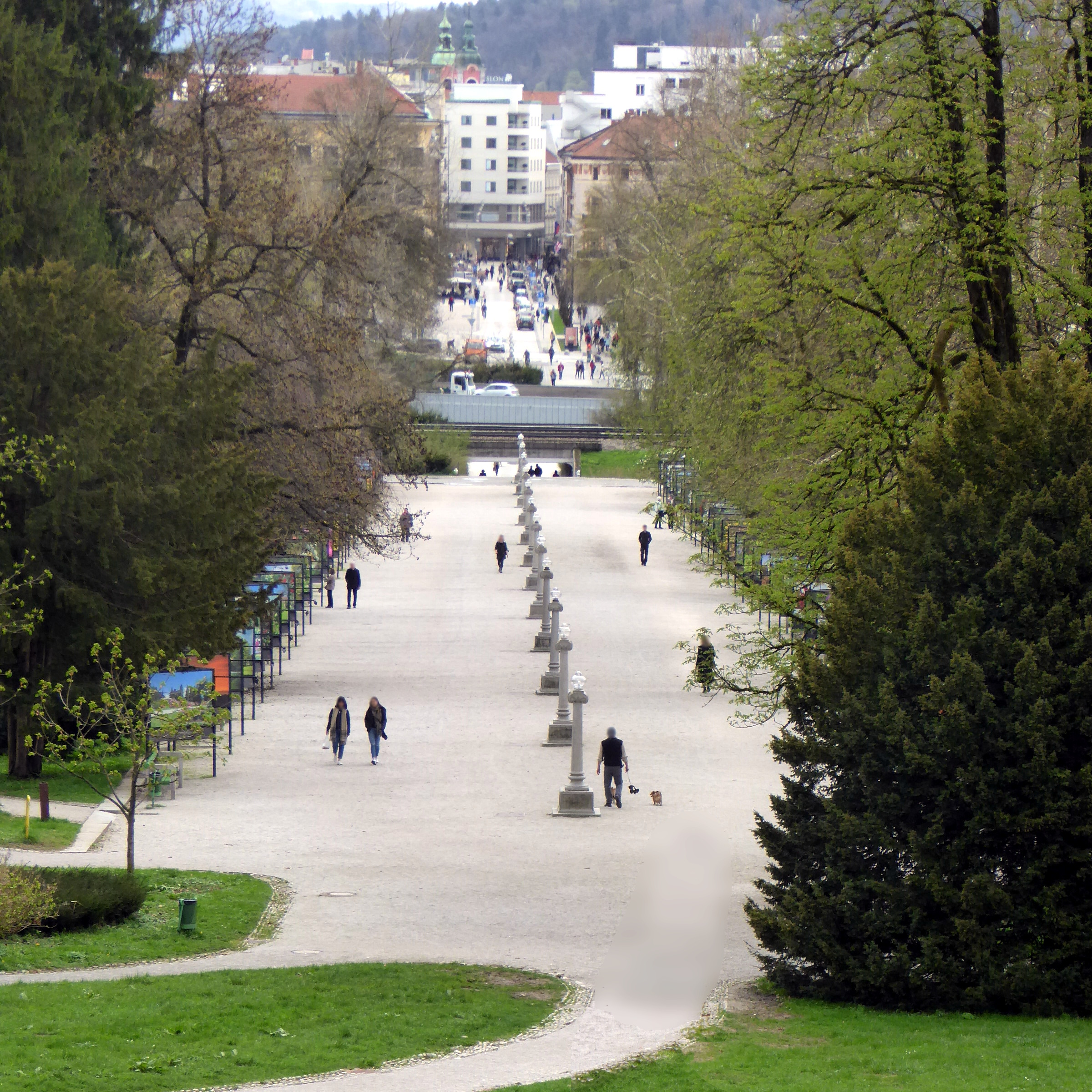
Jakopič-Promenade (alias Plečnik-Promenade) im Tivoli-Park Ljubljana

## Jakopič-Promenade
Zwischen 1921 und 1939 richtete Jože Plečnik die Jakopič-Promenade von der Innenstadt von Ljubljana zum Schloss Tivoli ein, die nach dem impressionistischen Maler Rihard Jakopič benannt wurde. Sie verläuft als Verlängerung der Cankarjeva cesta von den Unterführungen unter der Bleiweisova cesta und der Bahnlinie bis zur Treppe des Schlosses Tivoli und wird auch als Ort für Ausstellungen im Freien genutzt. Plečnik gestaltete die Promenade als 25 m breiten Sandweg mit Bordsteinen, 23 mittig platzierten Betonkonsolen für Glaslampe und Bänken an den Seiten und erweiterte die Promenade anschließend um eine Baumallee. Damit stellte er nicht nur eine Verbindung zwischen Schloss Tivoli und dem Zentrum her, sondern verband auch einzelne Teile des Parks miteinander. 2009 wurde die Promenade zum Kulturdenkmal von nationaler Bedeutung erklärt.

## Bauwerke im Tivoli-Park
- Jakopič-Promenade

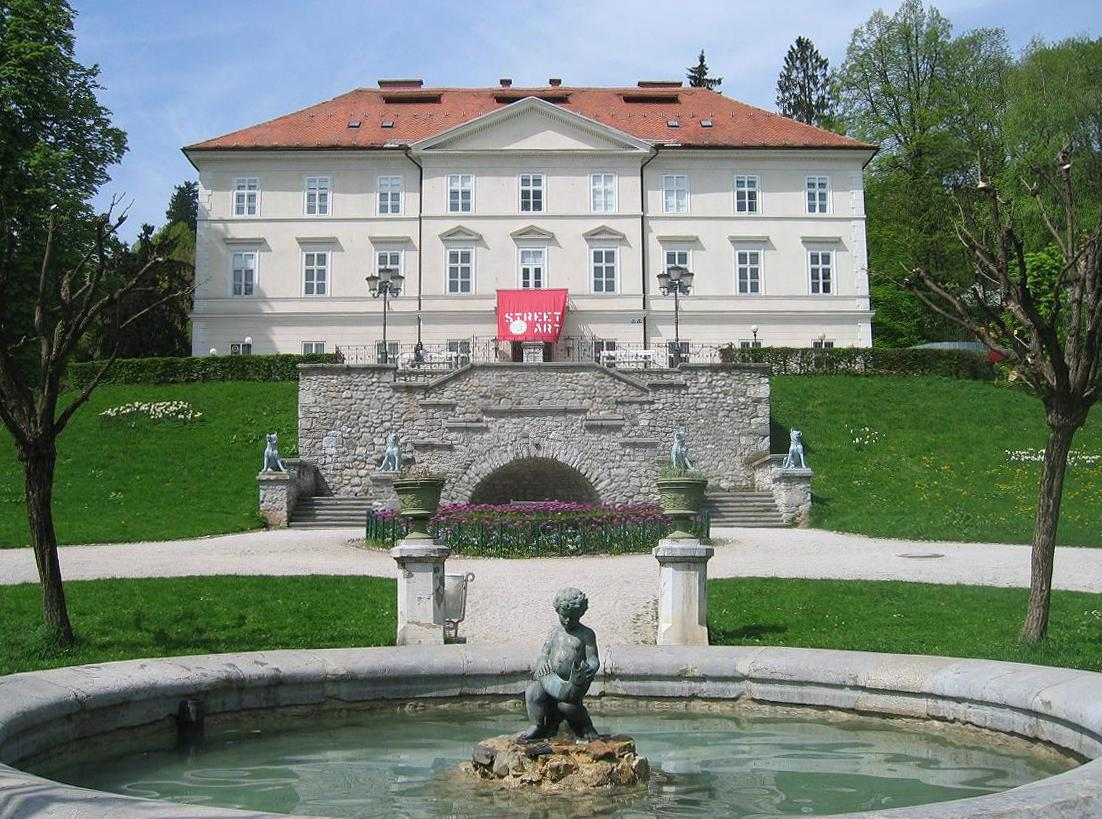
Schloss Tivoli

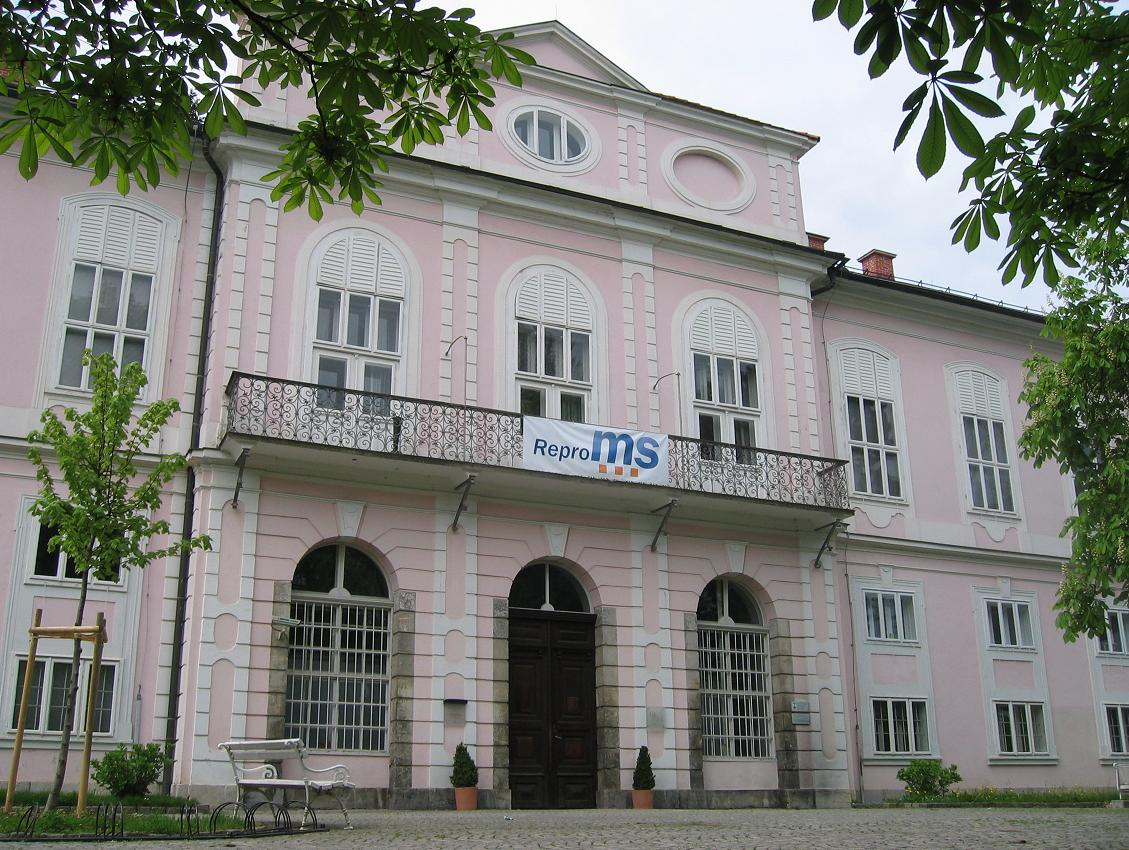
Schloss Cekin

- Schloss Tivoli, Internationales Kunstgrafikzentrum
- Schloss Cekin, Museum für neuere Geschichte Sloweniens
- Hala Tivoli, Mehrzweckhalle für sportliche und kulturelle Veranstaltungen